# Cheu Valley
Das Cheu Valley ist ein enges und 5 km langes Tal in der antarktischen Ross Dependency. In den Cumulus Hills des Königin-Maud-Gebirges erstreckt es sich in nordsüdlicher Ausrichtung und öffnet sich am nördlichen Ende der Südflanke des McGregor-Gletschers unmittelbar westlich der Einmündung des Gatlin-Gletschers.
Teilnehmer der Expedition der Texas Tech University zum Shackleton-Gletscher (1964–1965) benannten das Tal nach Daniel T. Cheu, Mitglied derjenigen Flugeinheit der United States Army, welche die Forschungsreise logistisch unterstützte.